# Mr. Tambourine Man (Album)
Mr. Tambourine Man ist das Debütalbum der US-amerikanischen Folk-Rock-Band The Byrds. Es erschien am 21. Juni 1965 auf dem Label Columbia Records. In den Vereinigten Staaten erreichte das Album Nr. 6 der Pop-Charts, in Großbritannien Nr. 7. Auch unter Kritikern konnte das Album Erfolg verbuchen, heute gilt es als Klassiker der Popmusik und landete bei den 2003 vom Rolling Stone zusammengestellten 500 besten Alben aller Zeiten auf Nr. 232.
Noch vor der Veröffentlichung des Albums hatte Columbia zwei Singles ausgekoppelt: Das Titellied, die Coverversion eines Bob-Dylan-Stücks von dessen Album Bringing It All Back Home, war bereits am 12. April erschienen, es handelt sich damit um die Debütsingle der Band. Der Song wurde am 20. Januar, noch vor der Veröffentlichung von Dylans Originalversion am 22. März, aufgenommen. Die Single toppte die Charts sowohl in Großbritannien als auch in Amerika und machte die Byrds auf beiden Seiten des Atlantiks im Nu zu Stars. Die instrumentale Begleitung der Single, wie auch die der B-Seite I Knew I’d Want You, war allerdings nicht von den Byrds selbst eingespielt worden: Aufgrund anfänglicher Unsicherheit der noch unerfahrenen Band im Studio, ließ Columbia die Instrumental-Titel von renommierten Studiomusikern einspielen. Einzig Roger McGuinn konnte seinen Gitarrenpart beisteuern. Auf allen weiteren Tracks des Albums sind die Byrds selbst auf ihren Instrumenten zu hören.
Die zweite Single All I Really Want to Do erschien am 14. Juni. Es handelt sich ebenfalls um die Coverversion eines Dylan-Songs, diesmal von dem 1964er Album Another Side of Bob Dylan. Den Erfolg ihrer ersten Single konnten die Byrds mit All I Really Want to Do nicht wiederholen, sie kam in Amerika nur auf Nr. 40, in Großbritannien schaffte sie es immerhin auf Nr. 4. Als B-Seite wurde das inzwischen oft gecoverte I’ll Feel a Whole Lot Better verwendet.
Der Sound des Albums ist geprägt von den Gesangsharmonien McGuinns, Clarks und Crosbys, sowie von McGuinns zwölfsaitiger Rickenbacker-Gitarre.

## Mr. Tambourine Man / I Knew I’d Want You (Single)
Das unverwechselbare Eingangsthema von Mr. Tambourine Man, von Jim (später Roger) McGuinn auf einer zwölfsaitigen Rickenbacker-Gitarre mit Kompressor gespielt, war es, das im April 1965 erstmals im Radio zu hören war und es ist auch heute noch leicht nachzuvollziehen, wie aufregend diese neuen Töne aus den USA auf die Hörer gewirkt haben.
McGuinns Eröffnung wird von einer Basslinie, gespielt von Larry Knechtel, beantwortet, bevor Hal Blaine mit einem Schlagzeugwirbel und McGuinn, Gene Clark und David Crosby mit dem Chorgesang einsteigen.
Vor der Aufnahme ihrer ersten Single als The Byrds hatte die Gruppe zusammen mit ihrem Manager Jim Dickson mehrere Monate lang nach einem eigenen musikalischen Profil gesucht und dieses in der Verschmelzung des Beat, der Energie und der Harmonien der Beatles mit den anspruchsvollen Songstrukturen und der Lyrik von Bob Dylan gefunden.
Dabei waren die Stilmittel, die sie benutzten, nicht einmal eigene Eingebungen. Der Harmoniegesang erinnerte an die Beatles und die Everly Brothers. McGuinns Sologesang war eine Imitation der Stimmen von Bob Dylan und John Lennon. Selbst das Jingle-Jangle-Spiel auf der Rickenbacker war von den Searchers beeinflusst. Und schließlich bestanden Plattenfirma und Produzent Terry Melcher darauf, die Rhythmusgruppe bei den Aufnahmen durch externe Musiker zu ersetzen. Die sogenannte The Wrecking Crew, hier vertreten durch die Studiomusiker Larry Knechtel (Bass), Hal Blaine (Schlagzeug) und Gitarrist Jerry Cole, die u. a. auch für die Beach Boys arbeiteten, steuerte einen Begleitrhythmus bei, der stark an die 1964er Aufnahme Don’t Worry Baby der Beach Boys erinnerte. Das Geheimnis am Erfolg der Single lag darin begründet, dass die Verschmelzung dieser vertrauten Elemente zu einem solch frisch wirkenden Ergebnis geriet, dass Mr. Tambourine Man für viele bis heute eine Offenbarung geblieben ist.
Auf der Rückseite, I Knew I’d Want You, erhielt Gene Clark erstmals Gelegenheit zur Veröffentlichung einer seiner empfindsamen Balladen. Seine Stimme ist klar im Vordergrund, während er von McGuinn Unisono und von David Crosby mit einer Oberstimme begleitet wird. Leon Russell trug hier ein elektrisches Keyboard bei, wie auch bei Mr. Tambourine Man, wo es aber so gut wie komplett aus dem Mix genommen wurde. McGuinn spielte eine Gitarre mit zurückhaltenden Arpeggien. Aus früheren Demoaufnahmen des Songs, veröffentlicht auf dem Album In the Beginning, wird deutlich, dass Clark ursprünglich eine Ballade im Stil der Beatles im Sinn hatte. Der Rhythmus erinnert demnach auch an den Latin-Groove von Besame Mucho oder No Reply. Durch die Bearbeitung von McGuinn und The Wrecking Crew verlor das Stück jedoch weitgehend alle Liverpool-Einflüsse, bis auf den gesanglichen Abschluss: „I knew I’d want you, oh yeah, oh yeeaah…“.

## Mr. Tambourine Man (Album)
Zwei Monate nachdem die Single Platz 1 der US-Charts erreicht hatte, erschien das gleichnamige Album. Es enthielt auch die beiden Tracks der Single. Bei allen weiteren Aufnahmen hatten die Byrds darauf bestanden, die Instrumente selbst einzuspielen.
Gene Clark war mit fünf Beiträgen der prominenteste Songschreiber, es folgten vier Songs von Bob Dylan, jeweils einer von Pete Seeger und Jackie DeShannon und schließlich ein Evergreen aus dem Zweiten Weltkrieg, We’ll Meet Again.
Der zweite Track des Albums, gleich nach dem Titelsong Mr. Tambourine Man, hat einen Uptempo-Rhythmus und ist eine von Gene Clarks besten Kompositionen: I’ll Feel a Whole Lot Better. Gleichzeitig ist er ein typischer Song der frühen Byrds, der alle späteren Markenzeichen der Band in sich vereinte: das Jingle-Jangle-Gitarrensolo von McGuinn, der „aaaah“-Chorgesang, Crosbys energische Rhythmusgitarre und das innovative und flinke Bassgitarrenspiel von Chris Hillman, nicht zu vergessen Michael Clarke am Schlagzeug. Der Song bietet einige von Clarks intelligentesten Akkordfolgen und Melodieführungen und das „probably“ im Text verhilft dem Gesangsrhythmus zu mehr Swing.
Spanish Harlem Incident ist die Coverversion eines weniger bekannten Liedes von Bob Dylan. Obgleich die Byrds zunächst vor allem eine Beatles-ähnliche Musik angestrebt hatten, wurden sie sich schon bald über die Bedeutung von Dylan bewusst. Dieser mochte ihre Idee, seinen Folk mit Beat anzureichern, besuchte sie bei den Aufnahmen in den World Pacific Studios und trat mit ihnen sogar auf der Bühne auf.
Ihre Version von Spanish Harlem Incident ist besonders bemerkenswert durch die Arbeit an der Bassgitarre. Chris Hillman, der vor den Byrds Mandoline in Bluegrass-Bands spielte, machte nie einen Hehl daraus, dass Paul McCartney ihn am meisten inspiriert hatte. Bei Spanish Harlem Incident jedoch ging er bereits eigene Wege.
You Won’t Have to Cry nennt Gene Clark und Jim McGuinn als Songwriter. Das Lied ist stärker von den Beatles beeinflusst als andere Stücke des Albums. Clark schrieb zu dieser Zeit permanent Songs und seine Beiträge auf Single und Album sicherten ihm wesentlich höhere Tantiemen zu als seinen Mitmusikern. Dies führte zu Neid, aber, wie McGuinn später sagen sollte: „Gene war uns damals im Songschreiben so weit überlegen, dass keiner mithalten konnte“.
Ein weiteres Highlight der Gene-Clark-Originale ist Here Without You. Harmonisch und melodisch nimmt es Eight Miles High vom 1966er Album Fifth Dimension vorweg. Zu den außergewöhnlichen Harmonien sagte David Crosby anlässlich des Wiedererscheinens des Albums auf CD 1996: „Gene wollte es den Beatles gleichtun und er benutzte auf seinen Songs mehr Folk- als Rockchanges. Seine Lieder hatten gute Akkordstrukturen. Sie hatten immer mehr als drei Akkorde und Gene fand immer eine gute Lösung, die Melodie durch die Akkordfolge zu schlängeln.“
The Bells of Rhymney ist einer der außergewöhnlichsten Songs der LP. Das Gedicht des walisischen Poeten Idris Davies über ein Grubenunglück war von Pete Seeger bearbeitet worden und die Byrds hatten ihre Version schon bei ihren ersten Auftritten im Folkclub Ciro’s in Hollywood zum Lieblingssong der Hippies gemacht. Auch die Beatles hörten aufmerksam zu und George Harrison ließ sich bei seinem If I Needed Someone stark von The Bells of Rhymney inspirieren.
Davies hatte das Gedicht nach einem britischen Kinderreim strukturiert: „Oranges and lemons say the bells of St. Clements“. Die Version der Byrds klingt, angesichts der schrecklichen Ereignisse, die im Text beschrieben werden, zunächst erstaunlich leicht und unterhaltsam. Aber McGuinns hypnotischer, immer wiederkehrender Gitarrenriff und Michael Clarkes Betonung des Rhythmus auf dem Ride-Becken vermitteln eine alarmierende Stimmung. Crosbys Oberstimme ist geschmackvoll und driftet nie in Pathos ab. Im Finale vereinigen sich alle drei Stimmen zunächst zu einem tiefen Unisono vorgetragenen, dann zu einem choralen „Aaaahh..“ mit Crescendo. Das Ergebnis dieses Arrangements war so überwältigend, dass sich die Band später dazu entschloss, eine weitere Bearbeitung eines Pete-Seeger-Songs zu wagen: Turn! Turn! Turn!.
Als Bob Dylan zum ersten Mal hörte, wie die Byrds sein All I Really Want to Do bearbeitet hatten, soll er ausgerufen haben: „Wow. Mann, dazu kann man ja sogar tanzen.“ Ein anderer Take dieses Songs war als Nachfolge-Single von Mr. Tambourine Man erschienen und in den USA nur durch eine zeitgleich erschienene Version von Sonny and Cher von den oberen Chartplätzen ferngehalten worden. Überliefert ist dazu Dylans zornige Bemerkung gegenüber McGuinn: „Sie haben euch geschlagen, Mann!“
Auf I Knew I’d Want You folgt eine weitere gemeinsame Komposition von Clark und McGuinn, It’s No Use. Der Song ist stark von den Beatles beeinflusst und erinnert in Teilen an I Saw Her Standing There. Die Byrds spielen hier härter als auf allen anderen Tracks und McGuinns Gitarrenarbeit ist mehr Rock ’n’ Roll als Folk-Rock. Dieser „punkige“ Sound sollte bald schon von Bands wie The Leaves und Love übernommen werden.
Die Byrds coverten in ihrem Live-Programm gelegentlich Rock-’n’-Roll-Nummern, wie etwa Buddy Hollys Not Fade Away mit seinem unverkennbaren, durch Bo Diddley inspirierten Rhythmus. Auch auf Don’t Doubt Yourself, Babe versuchte sich Michael Clarke an solch einem Beat, wenn auch nicht besonders überzeugend.
Das Lied war von der Singer-Songwriterin Jackie DeShannon geschrieben worden, die einer der ersten etablierten Künstler war, die die Byrds öffentlich unterstützten. Aus Dankbarkeit bestand Manager Jim Dickson auf die Aufnahme eines ihrer Songs.
Die letzte Coverversion eines Bob-Dylan-Liedes, Chimes of Freedom, verursachte bei den Studioaufnahmen zunächst großen Ärger. David Crosby weigerte sich, das Lied zu singen, und wollte das Studio verlassen. Jim Dickson habe daraufhin nach eigener Aussage „Crosby erklärt, er könne das Studio nur über meine Leiche verlassen“. Daraufhin sei dieser „in Tränen ausgebrochen“ und habe „wie ein Engel gesungen“.
Da die Byrds mit dem Ergebnis hochzufrieden waren, wurde Chimes of Freedom bald ein ständiger Bestandteil des Live-Programms der Band.
Mit We’ll Meet Again ließen die Byrds erstmals eines ihrer Alben humorvoll ausklingen. Die berühmteste Version des Liedes stammte von Vera Lynn aus der Zeit des Zweiten Weltkrieges. Die Liner-Notes des Albums weisen jedoch darauf hin, dass McGuinn und Crosby große Fans von Peter Sellers waren. Dieser war Hauptdarsteller in Stanley Kubricks 1964er Film Dr. Seltsam oder: Wie ich lernte, die Bombe zu lieben, in dem auch We’ll Meet Again gesungen wird. Der Song gehörte damals zum Live-Repertoire der Band.
Ursprünglich für ihr erstes Album vorgesehen war auch der Gene-Clark-Song She Has a Way. 1964 geschrieben war er stark beeinflusst von der Musik der Beatles und erschien erst 1987 auf der LP Never Before und der Kompilation The Byrds Boxed Set. Eine Ur-Version ist auf In the Beginning zu hören, eine weitere, mit unterschiedlichem Gesang, erschien als Bonus-Track auf der CD von 1996.

## Zusammenfassung
1965 bestanden LPs meist aus einer Hit-Single und jeder Menge „fillers“. Es waren die Beatles und die Byrds, die dieses Muster grundlegend änderten, indem sie ihre Alben mit inspirierten und hochkarätigen Songs bestückten.

## Titelliste

### A-Seite
1. Mr. Tambourine Man (Bob Dylan) – 2:29
2. I’ll Feel a Whole Lot Better (Gene Clark) – 2:32
3. Spanish Harlem Incident (Bob Dylan) – 1:57
4. You Won’t Have to Cry (Gene Clark/Roger McGuinn) – 2:08
5. Here Without You (Gene Clark) – 2:36
6. The Bells of Rhymney (Idris Davies/Pete Seeger) – 3:30

### B-Seite
1. All I Really Want to Do (Bob Dylan) – 2:04
2. I Knew I’d Want You (Gene Clark) – 2:14
3. It’s No Use (Gene Clark/Roger McGuinn) – 2:23
4. Don’t Doubt Yourself, Babe (Jackie DeShannon) – 2:54
5. Chimes of Freedom (Bob Dylan) – 3:51
6. We’ll Meet Again (Ross Parker/Hughie Charles) – 2:07

### Wiederveröffentlichung
Am 30. April 1996 veröffentlichte Columbia das Album auf CD mit folgenden Bonustiteln:
1. She Has a Way (Gene Clark) – 2:25
2. I’ll Feel a Whole Lot Better (Gene Clark) – 2:28 (alternative Version)
3. It’s No Use (Gene Clark/Roger McGuinn) – 2:24 (alternative Version)
4. You Won’t Have to Cry (Gene Clark/Roger McGuinn) – 2:07 (alternative Version)
5. All I Really Want to Do (Bob Dylan) – 2:02 (Single-Version)
6. You and Me (Roger McGuinn/Gene Clark/David Crosby) – 2:11 (Instrumental)

## Instrumentalbesetzung der SingleMr. Tambourine Man/I Knew I’d Want You
- Jerry Cole – Gitarre
- Larry Knechtel – E-Bass
- Hal Blaine – Schlagzeug
- Leon Russell – Keyboard